# Тиллабаев, Абдусамат
Абдусамат Тиллабаев (1911—1986) — советский хозяйственный, государственный и политический деятель, Герой Социалистического Труда (1957).

## Биография
Родился в 1911 году. Член КПСС.
С 1931 года — на хозяйственной, общественной и политической работе. В 1931—1985 гг. — учитель, инструктор райкома комсомола, заместитель председателя, председатель правления колхоза имени Ахунбабаева, председатель Избасканского райисполкома, председатель колхоза имени Сталина/имени XX партсъезда Избасканского района Андижанской области.
Указом Президиума Верховного Совета СССР от 11 января 1957 года удостоен звания Героя Социалистического Труда за «выдающиеся успехи, достигнутые в деле развития советского хлопководства, широкое применение достижений науки и передового опыта в возделывании хлопчатника и получение высоких и устойчивых урожаев хлопка-сырца» с вручением ордена Ленина и золотой медали «Серп и Молот» (№ 7556).
Этим же указом званием Героя Социалистического Труда были награждены председатель колхоза имени Сталина Юсупов, Шермат и бригадир Эргаш Мирзаев.
Избирался депутатом Верховного Совета Узбекской ССР 5-го, 6-го, 7-го, 8-го, 9-го и 10-го созывов.
Умер 23 сентября 1986 года.
Награды
- Герой Социалистического Труда
- Орден Ленина — трижды (1957; 10.12.1973; 25.12.1976)
- Орден Октябрьской Революции (08.04.1971)
- Орден Трудового Красного Знамени — дважды (25.12.1944; 23.01.1946)
- Медаль «За трудовую доблесть» (01.03.1965)